# Sergueï Geïbel
Sergueï Aleksandrovitch Geïbel (en russe : Сергей Александрович Гейбель), né le 21 octobre 1981 à Novossibirsk, est un nageur russe en activité, spécialiste des épreuves de brasse et de nage libre.
Lors des championnats du monde en petit bassin 2008, il remporte la médaille d'or au relais 4 × 100 mètres nage libre, accompagné de Stanislav Donets, Evgeny Korotyshkin et Alexander Sukhorukov. Ce quatuor améliore le record du monde avec un temps de 3 minutes 24 secondes 29.

## Palmarès

### Championnats du monde

#### En petit bassin
- Championnats du monde 2008 à Manchester (Royaume-Uni) :
  -  Médaille d'or au titre du relais 4 × 100 m 4 nages.

### Championnats d'Europe

#### En petit bassin
- Championnats d'Europe 2008 à Rijeka (Croatie) :
  -  Médaille d'argent au titre du relais 4 × 50 m 4 nages.

- Championnats d'Europe 2011 à Szczecin (Pologne) :
  -  Médaille d'argent au titre du relais 4 × 50 m 4 nages